# Wishbone Ash
Wishbone Ash — британський рок-гурт, створений бас-гітаристом Мартіном Тернером, гітаристом Гленом Тернером і барабанщиком Стівом Аптоном у 1969 році в Девоні, Англія. Виконує класичний хард-рок з акцентом на імпровізаціях, характерних для прогресивного року.

## Історія
Історія Wishbone Ash розпочалась у липні 1966 року у графстві Девон. Брати Мартін і Глен Тернери зустрілись у кав'ярні зі Стівом Аптоном, щоб домовитись про створення гурту. Результатом зустрічі стала поява тріо Empty Vessels. Невдовзі назву змінили на Tanglewood, а сам гурт перебрався до Лондону. Гурт не здобув особливого успіху та перебував на межі зникнення. Ситуацію виправив випадок — на виступі у лондонському Country Club їх помітив молодий промоутер Майлз Коупленд. Саме він надав гурту приміщення для репетицій та став їхнім менеджером.
Невдовзі Глен Тернер залишив гурт та повернувся у Девон. У пошуках нового гітариста Коупленд дає об'яву в газету. На прослуховування приходять двоє претендентів: Енді Пауелл та Тед Тернер (не родич Мартіну та Глену). Обираючи між ними, менеджер запропонував зіграти дуетом. Результат виявився настільки приголомшливим, що ухвалили рішення збільшити склад гурту та залишити обох лідер-гітаристів. Саме тоді й виникла нова назва гурту — Wishbone Ash.

### Формування і шлях до визнання (1969–1980)
Знаменною подією для гурту став виступ на розігріві у Deep Purple. Енді Пауелл влаштував справжній фурор, зігравши джем-сейшн з Річі Блекмором. Останній був настільки вражений майстерністю колеги, що рекомендував Wishbone Ash продюсеру Дереку Лоуренсу. Завдяки цьому вдалося укласти угоду з лейблом Decca/MCA Records. Перший диск, що отримав самоназву Wishbone Ash видано 1970 року. За рік з'явився альбом Pilgrimage. Вершиною комерційного успіху став альбом Argus, що вийшов 1972 року. Він досяг третього місця у британських чартах та був визнаний найкращим британським альбомом за версією Melody Maker. А Тед Тернер потрапив до списку «20 найкращих гітаристів усіх часів» журналу Rolling Stone. Відтепер гурт запрошують гедлайнерами на найбільші фестивалі. Прагнучи змін Wishbone Ash розривають співпрацю з Дереком Лоуренсом та випускають подвійний концертний альбом. Невдовзі після цього Тед Тернер іде з гурту та зосереджується на роботі студійного гітариста. На його місце запрошують Лорі Вайсфілда. Щоб уникнути обтяжливого оподаткування 1974 року Wishbone Ash перебираються до Сполучених Штатів. Тоді ж було записано альбом There's the Rub з Білом Жимчиком у ролі продюсера. 1976 року з'явились два альбоми. Locked In демонстрував міграцію у бік софт-року. Вирізнявся домінуванням клавішних соло та присутністю жіночого вокалу. А New England став фактичним поверненням до класичної стилістики Argus. Альбом Front Page News не став значною подією у біографії гурту і мав помірний комерційний успіх.

### Нестабільність вісімдесятих (1981–1986)
1980 рік поповнив дискографію студійним альбомом Just Testing та концертником Live Dates II. Тоді ж з гурту йде засновник Мартін Тернер. Його місце ненадовго посідає Джон Веттон (екс-King Crimson, Family, Uriah Heep, Roxy Music, UK). Але так і не встигнувши відзначитись на жодному альбомі, Джон іде з колективу заради новоствореного супергурту Asia. Його замінює Тревор Болдер (екс-Девід Боуї, Uriah Heep). Новий басист-вокаліст відзначився участю лише на одному альбомі: Number the Brave. Потому його замінив Мервин Спенс (екс-Trapeze). З ним гурт записав альбом Raw to the Bone — перша робота Wishbone Ash, що не потрапила до чартів.

### Відновлення «золотого складу» та ротації (1987–1994)
1986 рік ознаменував нову сторінку в історії гурту: відновлено співпрацю з Майлзом Коуплендом. На той час він став помітною фігурою у шоу-бізнесі та мав власний лейбл I.R.S. Коупленд планував випуск серії інструментальних альбомів під загальною назвою No Speak. Для цього він мусив заручитися підтримкою однієї з відомих груп, щоб забезпечити комерційних успіх проекту. Для цього Wishbone Ash відновили оригінальний склад гурту: Енді Пауелл, Стів Аптон, Мартін і Тед Тернери. 1988-го року виходить альбом Nouveau Calls. Загалом публіка дуже схвально сприймає відновлення оригінального складу. Вперше з 70-их років Wishbone Ash збирає великі зали. У такому складі гурт протримався до 1991 року. Першим пішов Аптон, а невдовзі й Мартін Тернер. Їх замінили барабанщик Рей Вестон та басист Енді Пайл. 1994-го року лави гурту полишає Тед Тернер. Єдиний старожил Енді Пауелл вирішує докорінно змінити склад і запрошує Роджера Філгейта, Тоні Кішмана та Майка Стерджиса.

### Сучасність
1998-го року Wishbone Ash несподівано випускає два танцювальних альбоми Trance Visionary та Psychic Terrorism. На них традиційний прогресивний звук гурту поєднано з клубними сетами. 1999-го року з'являється акустичний альбом Bare Bones, до якого увійшли нові та класичні композиції гурту. З 2007-го року до складу гурту входять Енді Пауелл, Боб Скіт, Мадді Маннінен і Джо Кребтрі.
19 лютого 2014 вийшов 24-ий студійний альбом Blue Horizon.

## Сучасний склад
- Енді Пауелл — гітара, вокал
- Боб Скіт — бас, вокал
- Мадді Маннінен — гітара, вокал
- Джо Кребтрі — ударні

## Дискографія

### Студійні альбоми
- Wishbone Ash (1970)
- Pilgrimage (1971)
- Argus (1972)
- Wishbone Four (1973)
- There's the Rub (1974)
- Locked In (1976)
- New England (1976)
- Front Page News (1977)
- No Smoke Without Fire (1978)
- Just Testing (1980)
- Number the Brave (1981)
- Twin Barrels Burning (1982)
- Raw to the Bone (1985)
- Nouveau Calls (1987)
- Here to Hear (1989)
- Strange Affair (1991)
- Illuminations (1996)
- Trance Visionary (1997)
- Psychic Terrorism (1998)
- Bare Bones (1999)
- Bona Fide (2002)
- Clan Destiny (2006)
- Power of Eternity (2007)
- Elegant Stealth (2011)
- Blue Horizon (2014)
- Coat of Arms (2020)

### Концертні альбоми
- Live from Memphis (1972) (радіо-промо, 1972)
- Live Dates (1973)
- Live in Tokyo (1979) (видано лише в Японії)
- Live Dates Volume II (1980)
- Hot Ash (1981) (редагована американська версія Live Dates Volume II тщ.)
- Live in Bristol (1990)
- The Ash Live in Chicago (1992)
- The King Will Come (1999)
- Live Dates 3 (2001)
- Almighty Blues: London and Beyond (2002–2003)
- Live in Hamburg (2007)
- Argus „Then Again“ Live (2008)
- 40th Anniversary — Live in London (2009)